# Orthosia miniosa
Espèce
Orthosia miniosa, l’Orthosie rougeoyante, est une espèce de lépidoptères (papillons) de la famille des Noctuidae et de la sous-famille des Hadeninae (ou des Noctuinae selon les classifications).